# Muratina zolotarevskyana
Muratina zolotarevskyana är en amarantväxtart som beskrevs av René Charles Maire. Muratina zolotarevskyana ingår i släktet Muratina och familjen amarantväxter. Inga underarter finns listade i Catalogue of Life.